# جمیل الالشی
جمیل الالشی (به عربی: جمیل الالشی) (۱۸۸۳ در شهر دمشق سوریه – ۱۹۵۱) از تاریخ ۱۷ ژانویه ۱۹۴۳ – ۲۵ مارس ۱۹۴۳ تصدی نخست‌وزیری سوریه را برعهده داشت.